# Penelope Maddy
Penelope Maddy (née le 4 juillet 1950 à Tulsa, Oklahoma) est une mathématicienne américaine. Elle est professeure de Logique et de Philosophie des sciences et de Mathématiques à l'Université de Californie à Irvine (UCI). Elle est reconnue pour ses travaux influents en philosophie des mathématiques, où elle a travaillé sur le réalisme et le naturalisme.

## Formation et carrière
Maddy est scolarisée à San Diego. Elle étudie à partir de 1968 les mathématiques à l'Université de Californie à Berkeley (avec un Bachelor en 1972) puis à partir de 1974 à l'Université de Princeton, où elle a reçu son Ph.D. en 1979 sous la direction de John Patton Burgess, avec une thèse de philosophie intitulée Set theoretical Realism.
Elle enseigne à l'Université Notre-Dame-du-Lac, d'abord maître de conférences puis à partir de 1979 Assistant Professor, elle est ensuite à partir de 1983 Associate Professor de Philosophie à l'Université de Chicago. En 1979 elle est professeure de Philosophie (et en 1989 elle enseigne en même temps les mathématiques) à l'Université de Californie à Irvine. En 1998 elle change pour la chaire de Logique et de philosophie des sciences, en même temps elle est professeure de mathématiques.

## Travaux
Ses premiers travaux, culminant dans Realism in Mathematics, défendent la position de Kurt Gödel selon laquelle les mathématiques sont une véritable description d'un royaume indépendant de l'esprit, auquel nous pouvons accéder par le biais de notre intuition. Cependant, elle a suggéré que certaines des entités mathématiques sont en fait concrètes, à la différence notamment de Gödel, pour qui tous les objets mathématiques sont abstraits. Elle a suggéré que les ensembles peuvent être causalement efficaces, et en fait partagent toutes les propriétés causales et spatio-temporelles de leurs éléments. Ainsi, quand je vois les trois tasses sur la table en face de moi, je vois aussi l'ensemble en même temps. Elle a utilisé les travaux contemporains en sciences cognitives et en psychologie pour appuyer cette position, soulignant que, tout comme à un certain âge, nous commençons à voir des objets, plutôt que de simples perceptions des sens, il y a également un certain âge où l'on commence à voir des ensembles plutôt que de simples objets.
Dans les années 1990 elle a abandonné cette position pour une autre, décrite dans Naturalism in Mathematics. Sa position "naturaliste", comme celle de Willard Van Orman Quine, suggère que, puisque la science est notre plus belle réussite à ce jour pour connaître le monde, les philosophes devraient adopter les méthodes de la science dans leur propre discipline, et en particulier lors de la discussion de la science. Comme Maddy l'a déclaré dans une interview, « Si vous êtes un ‘naturaliste’, vous pensez que la science ne devrait pas être tenue à des normes extra-scientifiques, qu'elle ne nécessite pas de ratification extra-scientifique. ». Cependant, plutôt qu'un portrait unifié des sciences comme Quine, elle en a une image dans laquelle les mathématiques sont séparées. De cette façon, les mathématiques ne sont ni soutenues, ni minées par les besoins et les buts de la science, mais il leur est permis d'obéir à leurs propres critères. Cela signifie que les traditionnelles préoccupations métaphysiques et épistémologiques de la philosophie des mathématiques sont caduques. Comme Wittgenstein, elle suggère que beaucoup de ces énigmes se posent simplement en raison de l'application du langage en dehors de son domaine propre de signification.
Elle s'est consacrée à la compréhension et à l'explication des méthodes que les théoriciens des ensembles utilisent pour s'accorder sur les axiomes, en particulier ceux qui vont au-delà de la Théorie des ensembles de Zermelo-Fraenkel (ZFC).

## Prix et distinctions
La Deutsche Mathematiker-Vereinigung (Société Mathématique allemande) lui a attribué une Conférence Gauss en 2006.
Elle est membre de l'Académie américaine des arts et des sciences. Pour son ouvrage Naturalism in Mathematics elle reçoit en 2002 le prix Lakatos. Depuis 2007 elle est la Présidente de l'Association for Symbolic Logic, dont elle fut déjà vice-présidente de 2001 à 2004.

## Sélection de publications
- The Logical Must. Wittgenstein on Logic, Oxford University Press, 2014.  (ISBN 9780199391752) (voir une recension pour La vie des idées)
- Defending the Axioms, Oxford University Press, 2011.  (ISBN 0-19-959618-2)
- Second Philosophy, Oxford University Press, 2007.  (ISBN 0-19-927366-9)
- Naturalism in Mathematics, Oxford University Press, 1997.  (ISBN 0-19-825075-4)[3]
- Realism in Mathematics, Oxford University Press, 1990.  (ISBN 0-19-824035-X)[4]
- Penelope Maddy, « Believing the Axioms, I », Journal of Symbolic Logic, vol. 53, no 2,‎ juin 1988, p. 481–511 (DOI 10.2307/2274520) (une copie avec corrections est disponible sur author's web page)
- Penelope Maddy, « Believing the Axioms, II », Journal of Symbolic Logic, vol. 53, no 3,‎ septembre 1988, p. 736–764 (DOI 10.2307/2274569)